# اسکنبیل خراسانی
اسکنبیل خراسانی، اسکنبیل شاخه‌سفید (نام علمی: Calligonum leucocladum var. serratum) نام یک نوع گیاه از سرده اسکنبیل است. این سرده در ایران ۱۲ گونه گیاه درختچه ای بیابانی دارد.